# Weißenstein
Weißenstein (szlovénül Bilšak) osztrák mezőváros Karintia Villachvidéki járásában. 2016 januárjában 2981 lakosa volt. 

## Elhelyezkedése

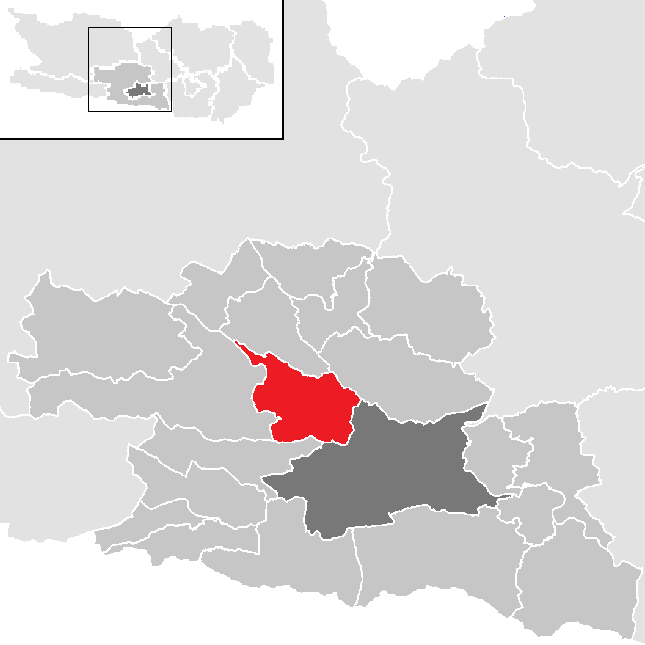
Weißenstein a Villachvidéki járásban

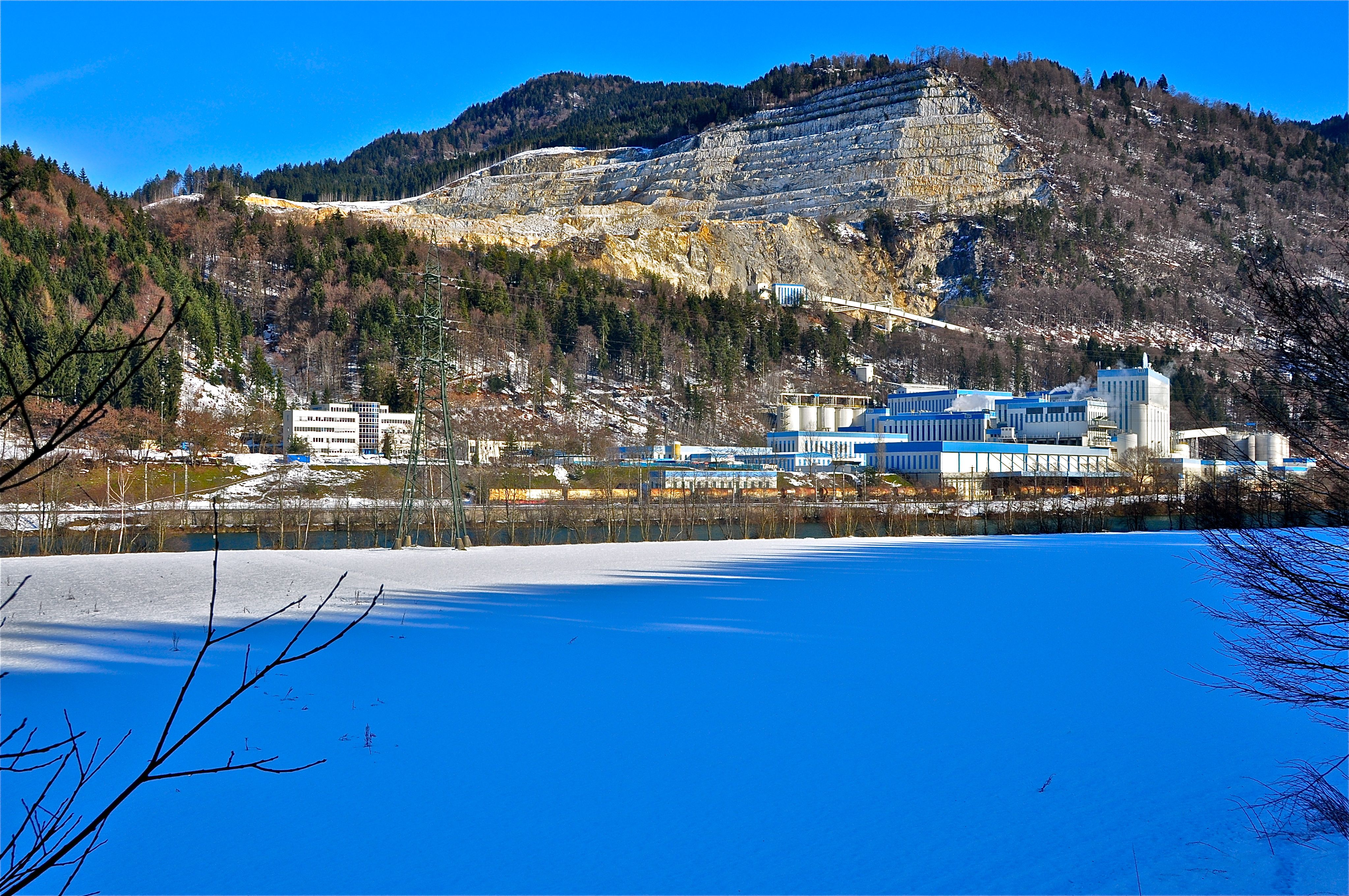
A gummerni kőbánya

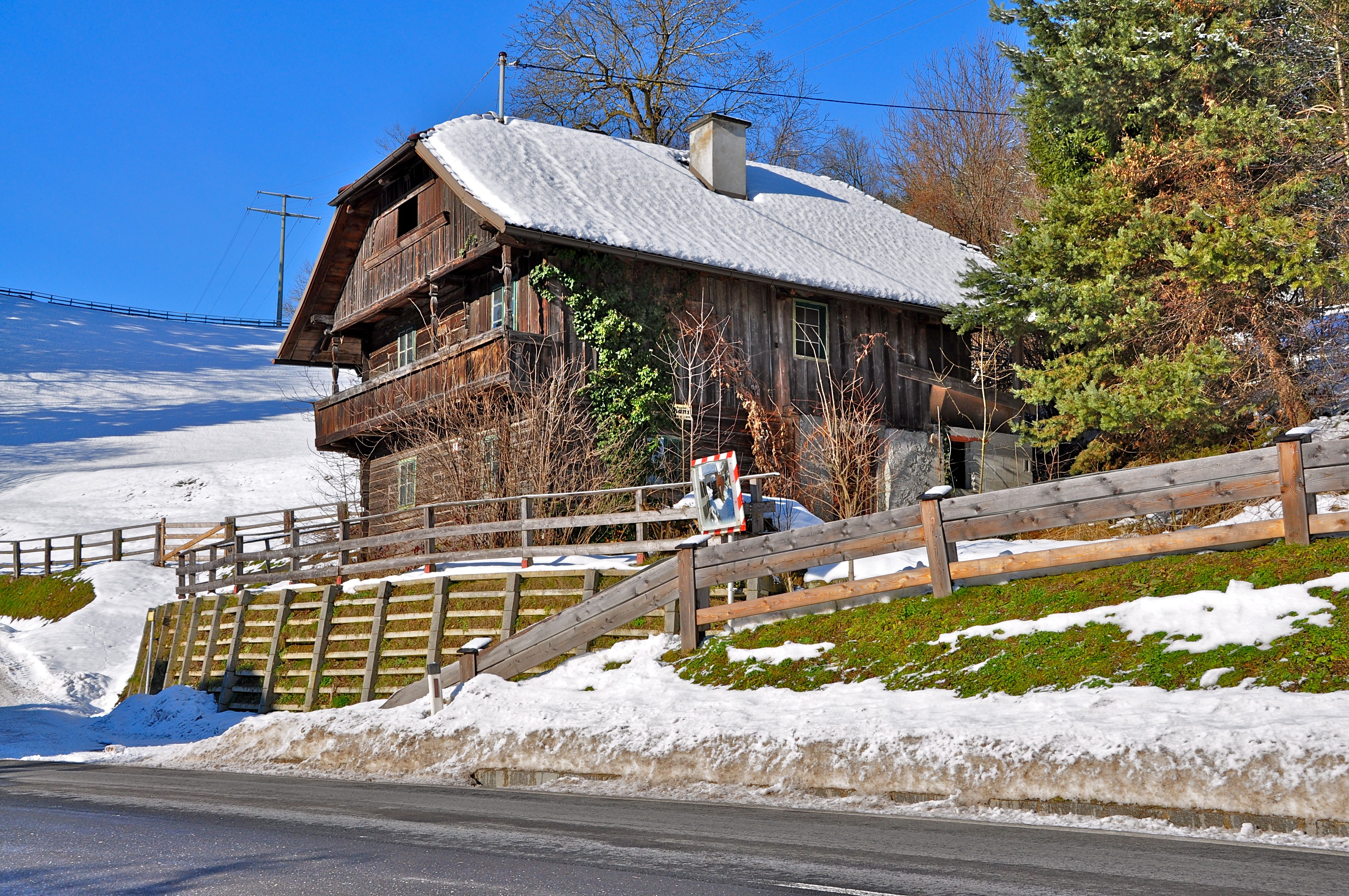
Régi parasztház Gummernben

Weißenstein Karintia középső részén fekszik, a Dráva völgyében, Villachtól északnyugatra. Délről a Gailtali-Alpok, északról a Nockberge hegyei fogják közre. Legmagasabb pontja az 1517 méteres Spitzeck. Az önkormányzat 12 falut és egyéb települést fog össze: Gummern (77 lakos), Kellerberg (138), Lansach (221), Lauen (18), Puch (633), Stadelbach (403), Stuben (117), Töplitsch (464), Tscheuritsch (74), Uggowitz (26), Weißenbach (172), Weißenstein (615).
A környező települések: északra Fresach, északkeletre Treffen am Ossiacher See, délkeletre Villach, délnyugatra Bad Bleiberg, nyugatra Paternion.

## Története
Az önkormányzat területéről Puchot említik először 878-ban. Weißenstein vára (Wizinstein formában) 1085-ben szerepel először a dokumentumokban, mint a brixeni püspök tulajdona. A vár nevét ("fehér kő") a Pleschwand meredek sziklafaláról kapta. 1201. május 4-én egy erős földrengés számos felső-karintiai várat és kastélyt megrongált, többek között Weißensteint is. 
Kellerberget (mint Chellerberch) 1251-ben említik először az Ortenburg grófok birtokaként. 1348-ban Kellerberg várát is földrengés döntötte le. A betörő törökök 1478-ban elpusztították.
Az 1849-es osztrák közigazgatási reform után Weißenstein és Kellerberg önálló önkormányzatokat hoztak létre. Utóbbit 1865-ben Paternionhoz csatolták, de 1899-ben visszanyerte függetlenségét. Az 1973-as közigazgatási reform során a Dráva jobb partján fekvő Kellerberget és a balparti Weißensteint egyesítették. Az önkormányzat 2006-ban mezővárosi státuszt kapott. 

## Lakossága
A weißensteini önkormányzat területén 2016 januárjában 2981 fő élt, ami visszaesést jelent a 2001-es 3107 lakoshoz képest. Akkor a helybeliek 96,7%-a volt osztrák, 1,1% német, 2,2% pedig a volt Jugoszlávia utódállamainak állampolgára. 52% római katolikusnak, 41% evangélikusnak, 0,8% mohamedánnak, 4,5% pedig felekezet nélkülinek vallotta magát.

## Gazdaság

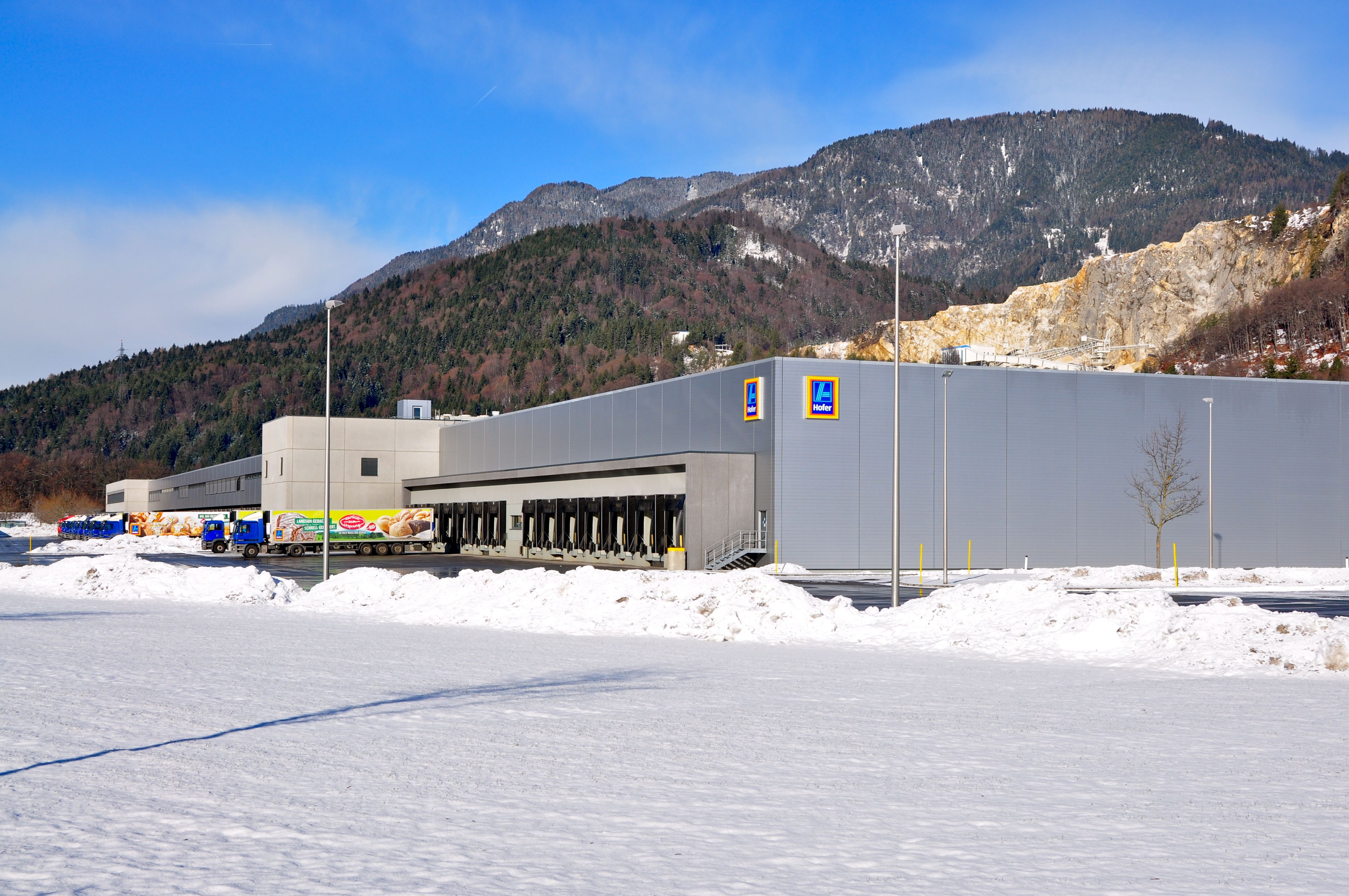
A Hofer logisztikai központja

Weißenstein vegyiparáról és bányaiparáról ismert. 
- az Österreichische Chemische Werke (ÖKW) hidrogénperoxid-gyára 1908-ban jött létre (akkor az első ilyen volt a világon) és ma is működik.
- a gummerni márványbánya Karintia egyik legnagyobb és legfontosabb márványlelőhelye, amely Ausztrián kívül Dél-Németországba és Észak-Olaszországba is szállít főleg ipari célú kőzetet.
- a kellerbergi vízierőmű a Dráván évente 103,2 GWó-t termel.
- a Lauster GmbH krastali márványbánya 1958-ban nyílt meg
- az Aldihoz tartozó, élelmiszerforgalmazással foglalkozó Hofer KG weißenbachi üzeme az egyik legnagyobb alapterületű épület Karintiában. Innen látják el a cég karintiai, kelet-tiroli és részben a salzburgi és stájerországi telephelyeit.

## Látnivalók

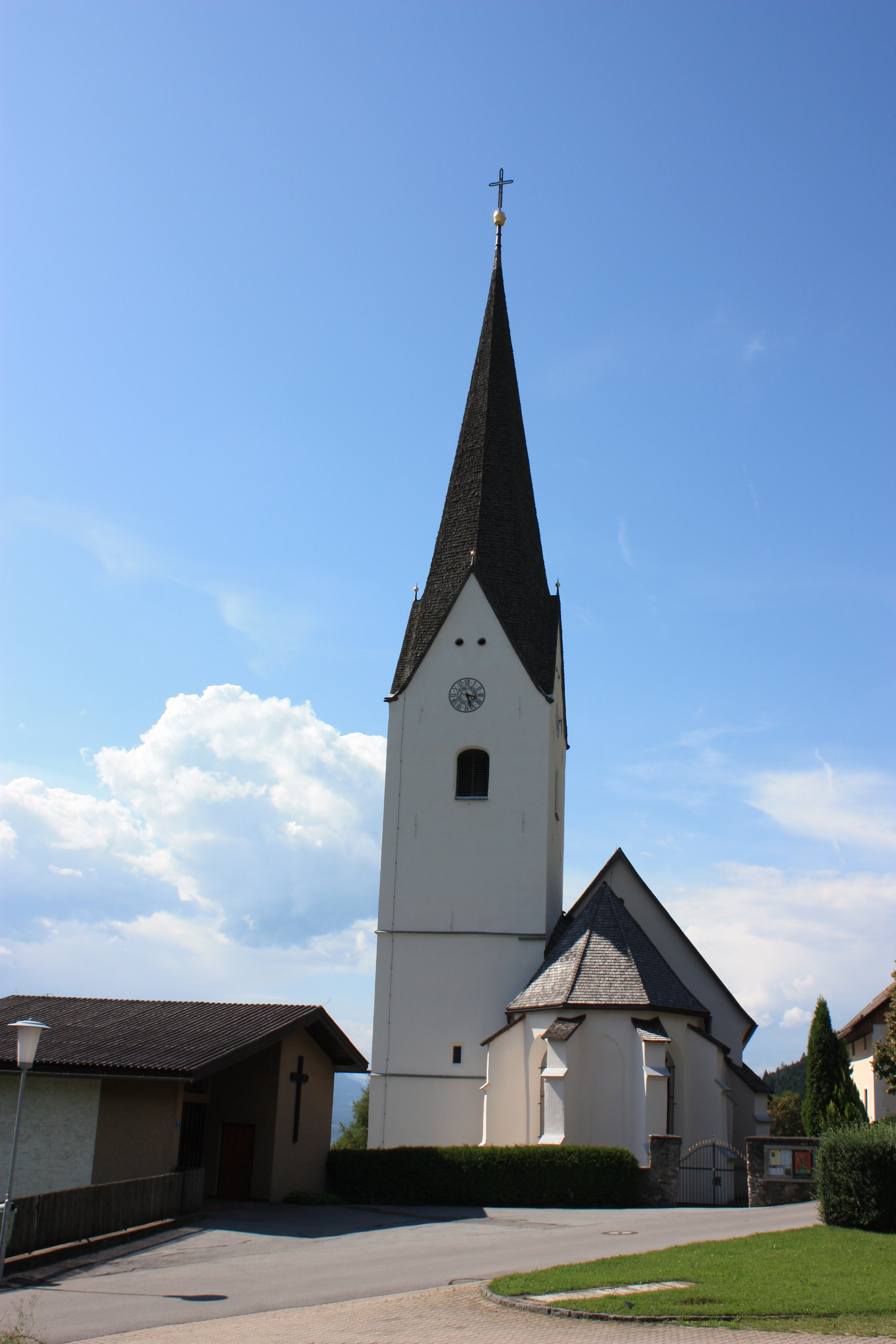
Weißenstein katolikus temploma

- Weißenstein Szt. Leonhard-plébániatemploma (első említése 1149-ből)
- Lansach Szt. Gotthard-temploma (1487-ből)
- Kellerberg Szt. Ulrik-temploma (1309-ből)
- Töplitsch Szt. Lambert-temploma (1428-ból)
- Puch evangélikus temploma (épült 1783-ban)
- a Kellerberg-Rothau vár 1507-ben már állt. Egyike azon három karintiai várnak, ahol a központi négyszögletes épületet kerek saroktornyok biztosítják.
- a weißensteini várból mára már csak falmaradványok látszanak

## Testvértelepülések
- Nidda, Németország

## Fordítás
- Ez a szócikk részben vagy egészben  a   Weißenstein (Kärnten) című német Wikipédia-szócikk ezen változatának fordításán alapul.  Az eredeti cikk szerkesztőit annak laptörténete sorolja fel. Ez a jelzés csupán a megfogalmazás eredetét és a szerzői jogokat jelzi, nem szolgál a cikkben szereplő információk forrásmegjelöléseként.